# La Montoliva
La Montoliva és un mas del municipi de Vilallonga del Camp (Tarragonès) inclòs en l'Inventari del Patrimoni Arquitectònic de Catalunya. El mas està format per un conjunt d'edificacions de diverses èpoques. L'antiga quadra de la Montoliva, on es troba la masia de la Montoliva, està documentada ja en època medieval.

## DescripcióEl mas de la Montoliva està situat ran de la carretera que va de Vilallonga cap a la Selva del Camp. En conjunt, resulta força interessant tant per la seva estructura com per la seva arquitectura. La part més antiga del mas està orientada cap a ponent i presenta força reminiscències de l'estil gòtic popular. Són de destacar les finestres del primer pis, amb arc partit per columneta i motllures decoratives a sobre.[2]
Una escala exterior i recolzada a la façana de ponent ens porta a la façana de l'est, on trobem una bonica galeria correguda construïda a la segona meitat del segle xviii. Els arcs d'aquesta galeria no són uniformes però tots tenen característiques arabitzants: apuntats, trilobats... La casa està construïda amb maçoneria i carreus.
Actualment el seu estat de conservació no és del tot òptim però si considerem les dimensions del conjunt tampoc podem dir que sigui dolent. El sobre de la galeria es terrat, delimitat per una balustrada de panys calats.
Cal destacar també el mobiliari de la casa, on es poden veure mobles Renaixentistes, imperi. barrocs, modernistes, isabelins, neoclàssics o romàntics.

## Història
Antigament conegut com la Torre, a principi del segle xv va esdevenir propietat de Joana de Jorba (li deien la Montoliua d'aquí el nom de la masia), vídua del Galceran de Montoliu, passant a nomenar-se la Montoliva. La família Maymó van tenir el domini senyorial de les terres. Al segle xviii va passar a la família Magrinyà.